# Blovstrød (plaats)
Blovstrød is een plaats in de Deense regio Hovedstaden, gemeente Allerød, en telt 2913 inwoners (2020).